# Tulostoma exasperatum
Tulostoma exasperatum es una especie de hongo del género Tulostoma, de la familia Agaricaceae, orden Agaricales. Fue descrita por Mont.

## Distribución
Se distribuye por América, África y Asia.